# Stenopogon zinovievi
Stenopogon zinovievi är en tvåvingeart som beskrevs av Pavel Lehr 1963. Stenopogon zinovievi ingår i släktet Stenopogon och familjen rovflugor. Inga underarter finns listade i Catalogue of Life.